# 1908 aux États-Unis
Pour des articles plus généraux, voir Chronologie des États-Unis et 1908.
Chronologie des États-Unis
- 1904
- 1905
- 1906
- 1907
- 1908
- 1909
- 1910
- 1911
- 1912

Cette page concerne des événements d'actualité qui se sont produits durant l'année 1908 du calendrier grégorien aux États-Unis.

## Événements

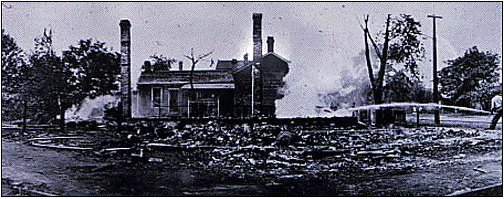
Juillet-août : dégâts causés par l'émeute raciale de Springfield.

- 4 juillet - 15 août : émeute raciale à Springfield (Illinois).
- 26 juillet : création aux États-Unis du Federal Bureau of Investigation (FBI) par Charles Bonaparte, ministre de Theodore Roosevelt.
- 12 août : sortie de la première voiture Ford T aux États-Unis, qui connaitre un succès considérable.
- 14 septembre : création du constructeur automobile General Motors.
- 24 septembre : la Ford Motor Company produit les premières automobiles Model T, qui connaîtront un succès commercial international avec 15 millions d’exemplaires vendus aux États-Unis et dans le monde (la moitié de la production mondiale).
- 3 novembre : élection de William Howard Taft (R), lieutenant de Roosevelt comme Président des États-Unis, avec le soutien des républicains progressistes de l’Ouest agraire.
- 14 novembre : entre 1908 et 1911, Max Heindel pose les bases de la Rosicrucian Fellowship à Oceanside, Californie.
- Conférence des gouverneurs sur la politique de « conservation » réunie à Washington.
- Élection de Franklin Delano Roosevelt comme sénateur de l'État de New York (début de sa carrière politique).
- Mise en œuvre d'un nouveau modèle d'organisation et de développement d'entreprise développé par Henry Ford : Le Fordisme. Ce modèle connaitre un grands succès dans le monde industriel occidentale pour son efficacité et sa modernité. Il repose sur plusieurs principes :
  - la division du travail en une division verticale (séparation entre conception et réalisation) et en une division horizontale (parcellisation des tâches), et l'apparition de la ligne de montage (et donc du travail à la chaîne).
  - la standardisation permettant de produire en grandes séries à l'aide de pièces interchangeables.
  - l'augmentation du salaire des ouvriers (5 dollars / jour contre 2 à 3 auparavant), afin de stimuler la demande de biens et donc d'augmenter la consommation.
  - Cette méthode de travail sera aussi dénoncé pour son aggravation des conditions de travail déjà difficile des ouvriers (hausse du temps de travail, cadences de production considérablement accrues)